# Давыдов, Владимир Степанович
Владимир Степанович Давыдов (1923 — 13.03.1943) — экс-рекордсмен мира и СССР по авиамодельному спорту. Участник Великой Отечественной войны.
В Ишимбае развивал авиамодельный спорт, преподавал авиамоделизм.
Мировой рекорд 107, 08 км/ч в классе F1 Open установил 11 июля 1940 года.
в июле 1940 года газета «Красная Башкирия» в заметке «Новый международный рекорд башкирского авиамоделиста»
"На днях в Уфе закончились 15-е областные юбилейные состязания юных авиамоделистов Башкирии. В них приняли участие 103 человека, выставившие около 200 моделей бензино- и резиномоторных самолетов и планеров.
Во время этих состязаний были установлены два рекорда — международный и всебашкирский. …ученик 9 класса Ишимбайской школы Владимир Давыдов смог установить международный рекорд по скорости полета. Его модель самолета показала при подъёме со старта скорость, равную 22,7 метра в секунду, и тем самым установила международный рекорд скорости полета для моделей этого типа.
Материалы о рекордном полете модели Володи Давыдова отправлены в Центральный аэроклуб имени Чкалова, откуда они будут представлены в Международную авиационную федерацию для регистрации международного рекорда.
Жил по ул. Геологическая, д.41, кв.11
Призван Ишимбайский ГВК, Башкирская АССР, г. Ишимбай. Служил в 6 воздушной десантной гвардии дивизии. Гвардии красноармеец. Погиб 13 марта 1943 года.
Первичное место захоронения: Ленинградская область, Поддорский район, Голузинский с/с, д. Овчинниково.

## Семья
Отец — Давыдов Степан Николаевич